# Lachemilla equisetiformis
Lachemilla equisetiformis är en rosväxtart som först beskrevs av Trev., och fick sitt nu gällande namn av Werner Hugo Paul Rothmaler. Lachemilla equisetiformis ingår i släktet Lachemilla och familjen rosväxter. Inga underarter finns listade i Catalogue of Life.